# Pont Jacques-Cartier
Die Pont Jacques-Cartier ist eine fünfspurige Straßenbrücke in der kanadischen Stadt Montreal. Sie überquert den Sankt-Lorenz-Strom und verbindet als Teil des innerstädtischen Highway 134 die auf der Île de Montréal befindliche Millionenstadt mit der am Südufer gelegenen Stadt Longueuil. In der Mitte des Flusses führt sie über die Île Sainte-Hélène, auf die man von der Brücke mittels seitlicher Rampen gelangen kann. Die Brücke hieß ursprünglich Pont du Havre (engl.: Harbour Bridge) und wurde am 1. September 1934 zu Ehren von Jacques Cartier und dem 400. Jahrestag seiner Reise auf dem Sankt-Lorenz-Strom nach ihm benannt.

## Geschichte
Diskussionen über eine neue Brücke in Montreal begannen 1874, um die damals einzige Brückenverbindung Pont Victoria über den Sankt-Lorenz-Strom zu entlasten. Es handelt sich um eine bis heute bestehende Eisenbahnbrücke aus dem Jahr 1860. Anderweitige Verbindungen über den Fluss bestanden nur mit Hilfe von Fähren. Die offizielle Entscheidung zum Bau der Brücke wurde allerdings erst 1924 gefällt.
Die von Philip Louis Pratley entworfene stählerne Fachwerkbrücke folgt als Ausleger- bzw. Gerberträgerbrücke dem baulichen Konzept der Québec-Brücke. Sie ist architektonisch das Vorbild der Story Bridge im australischen Brisbane, die 1940 vollendet wurde. Die Dominion Bridge Company begann 1925 mit den Bauarbeiten zur Pont Jacques-Cartier und vollendete sie 1930. Nachdem am 14. Mai desselben Jahres die Brücke ihrer Bestimmung für den Verkehr übergeben worden war, folgte am 24. Mai eine Einweihungsfeier. Die Brücke war ursprünglich auch für den Verkehr von Straßenbahnen vorgesehen. Die bereits verbauten Gleise wurden jedoch nie genutzt, so dass zwischen 1956 und 1959 die Brücke für den Straßenverkehr erweitert wurde. Während dieser Arbeiten wurden zwei Bailey-Brücken installiert, sodass der Verkehr ungehindert weiter fließen konnte.
Von ihrer Eröffnung bis ins Jahr 1962 war die Pont Jacques-Cartier mautpflichtig. An ihrer südlichen Rampe befand sich die Mautstelle. In den Räumlichkeiten ist heute ein Büro von Transport Canada untergebracht, welche die Brücke unterhält. Während der Jahre 2001/2002 wurde der Fahrbahnbelag komplett erneuert und die Seitenstreifen auf 2,40 Meter verbreitet sowie ein Fahrradweg gebaut. 2004 brachte man spezielle Barrieren als Schutz vor Selbstmördern an. Bis dahin gab es jährlich im Durchschnitt zehn Suizide.
In der Saison 2006/2007 verkehrten insgesamt 35,4 Millionen Fahrzeuge.

## Beschreibung
Die Pont Jacques-Cartier ist über eine 594,36 m lange Rampe im Norden und eine 1502,66 m lange Rampe im Süden an das Straßennetz angebunden. Ihre Feldweiten betragen 128,00 m + 334,35 m + 128,00 m; der Einhängeträger ist 115,35 m lang, die Hauptbrücke insgesamt 590,35 m.
An den vier höchsten Stellen des Fachwerks sind zur Zierde Ornamente angebracht, die dem Eiffelturm ähneln.